# Catalanotoxotus nivosus
Catalanotoxotus nivosus är en skalbaggsart som beskrevs av Antonio Vives 2005. Catalanotoxotus nivosus ingår i släktet Catalanotoxotus och familjen långhorningar.
Artens utbredningsområde är Madagaskar. Inga underarter finns listade.